# Bézu-la-Forêt
Pour les articles homonymes, voir Bézu.
Bézu-la-Forêt est une commune française située dans le département de l'Eure en région Normandie.

## Géographie

### Communes limitrophes
|                   | Bézancourt (Seine-Maritime) | Montroty (Seine-Maritime) |
| Bosquentin Morgny | Bézu-la-Forêt               | Martagny                  |
|                   | Longchamps                  | Mesnil-sous-Vienne        |

### Hydrographie
La commune est située dans le bassin Seine-Normandie. Elle est drainée par la Levrière et un autre petit cours d'eau,.
La Levrière, d'une longueur de 24 km, prend sa source dans la commune  et se jette  dans l'Epte à Neaufles-Saint-Martin, après avoir traversé huit communes.

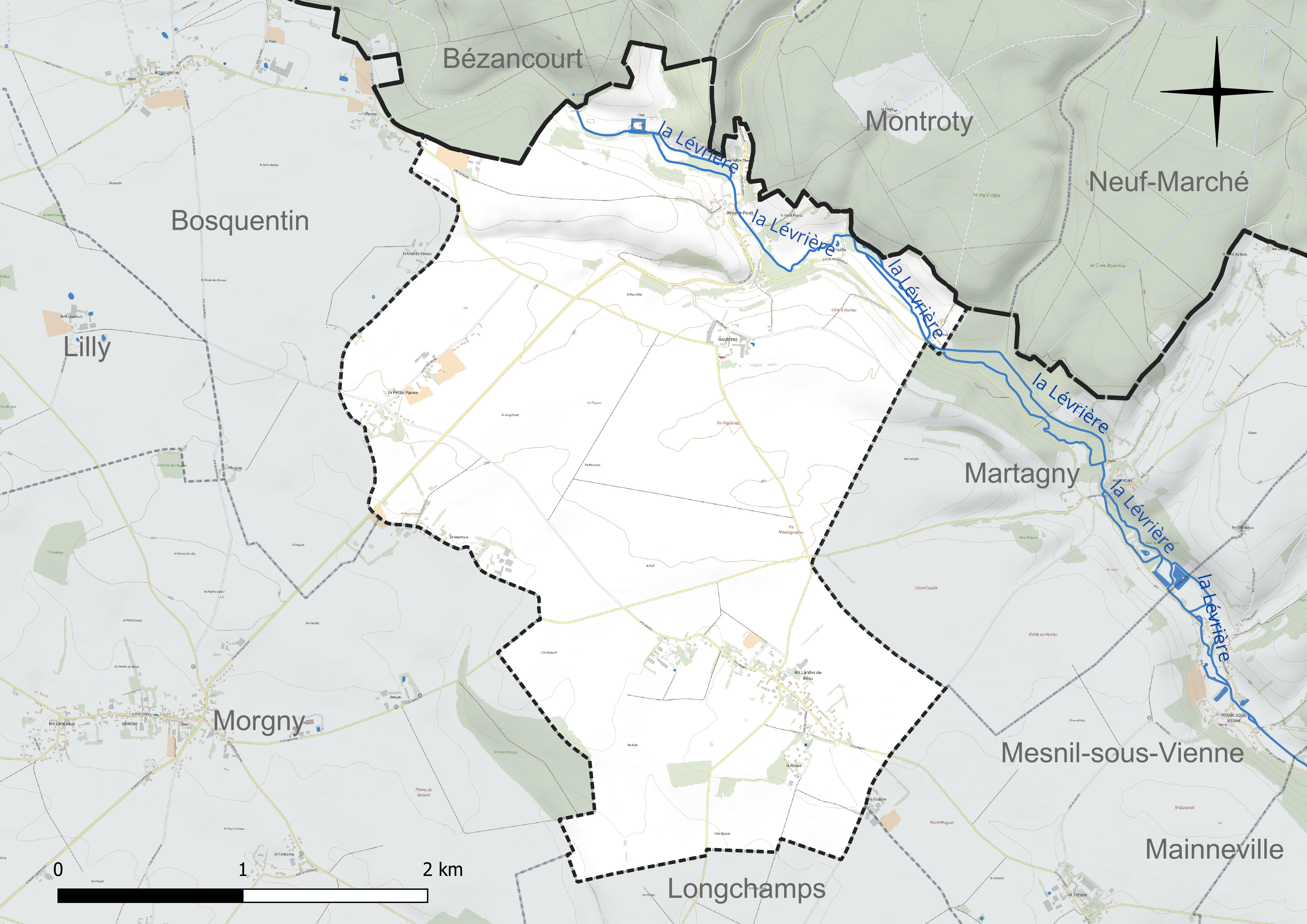
Réseau hydrographique de Bézu-la-Forêt.

### Climat
Pour des articles plus généraux, voir Climat de la Normandie et Climat de l'Eure.
En 2010, le climat de la commune est de type climat océanique dégradé des plaines du Centre et du Nord, selon une étude du CNRS s'appuyant sur une série de données couvrant la période 1971-2000. En 2020, Météo-France publie une typologie des climats de la France métropolitaine dans laquelle la commune est exposée à un climat océanique et est dans la région climatique  Côtes de la Manche orientale, caractérisée par un faible ensoleillement (1 550 h/an) ; forte humidité de l’air (plus de 20 h/jour avec humidité relative > 80 % en hiver), vents forts fréquents. Parallèlement le GIEC normand, un groupe régional d’experts sur le climat, différencie quant à lui, dans une étude de 2020, trois grands types de climats pour la région Normandie, nuancés à une échelle plus fine par les facteurs géographiques locaux. La commune est, selon ce zonage, exposée à un « climat des plateaux abrités », correspondant aux plaines agricoles de l’Eure, avec une pluviométrie beaucoup plus faible que dans la plaine de Caen en raison du double effet d’abri provoqué par les collines du Bocage normand et par celles qui s’étendent sur un axe du Pays d'Auge au Perche.
Pour la période 1971-2000, la température annuelle moyenne est de 10,3 °C, avec  une amplitude thermique annuelle de 14 °C. Le cumul annuel moyen de précipitations est de 796 mm, avec 12 jours de précipitations en janvier et 8,3 jours en juillet. Pour la période 1991-2020, la température moyenne annuelle observée sur la station météorologique la plus proche, située sur la commune d'Étrépagny à 11 km à vol d'oiseau, est de 11,3 °C et le cumul annuel moyen de précipitations est de 774,0 mm,. Pour l'avenir, les paramètres climatiques de la commune estimés pour 2050 selon différents scénarios d’émission de gaz à effet de serre sont consultables sur un site dédié publié par Météo-France en novembre 2022.

## Urbanisme

### Typologie
Au 1er janvier 2024, Bézu-la-Forêt est catégorisée commune rurale à habitat dispersé, selon la nouvelle grille communale de densité à 7 niveaux définie par l'Insee en 2022.
Elle est située hors unité urbaine. Par ailleurs la commune fait partie de l'aire d'attraction de Paris, dont elle est une commune de la couronne,. 

### Occupation des sols
L'occupation des sols de la commune, telle qu'elle ressort de la base de données européenne d’occupation biophysique des sols Corine Land Cover (CLC), est marquée par l'importance des territoires agricoles (98,3 % en 2018), une proportion identique à celle de 1990 (98,3 %). La répartition détaillée en 2018 est la suivante : terres arables (70,4 %), prairies (17,5 %), zones agricoles hétérogènes (10,3 %), forêts (1,7 %). L'évolution de l’occupation des sols de la commune et de ses infrastructures peut être observée sur les différentes représentations cartographiques du territoire : la carte de Cassini (XVIIIe siècle), la carte d'état-major (1820-1866) et les cartes ou photos aériennes de l'IGN pour la période actuelle (1950 à aujourd'hui).

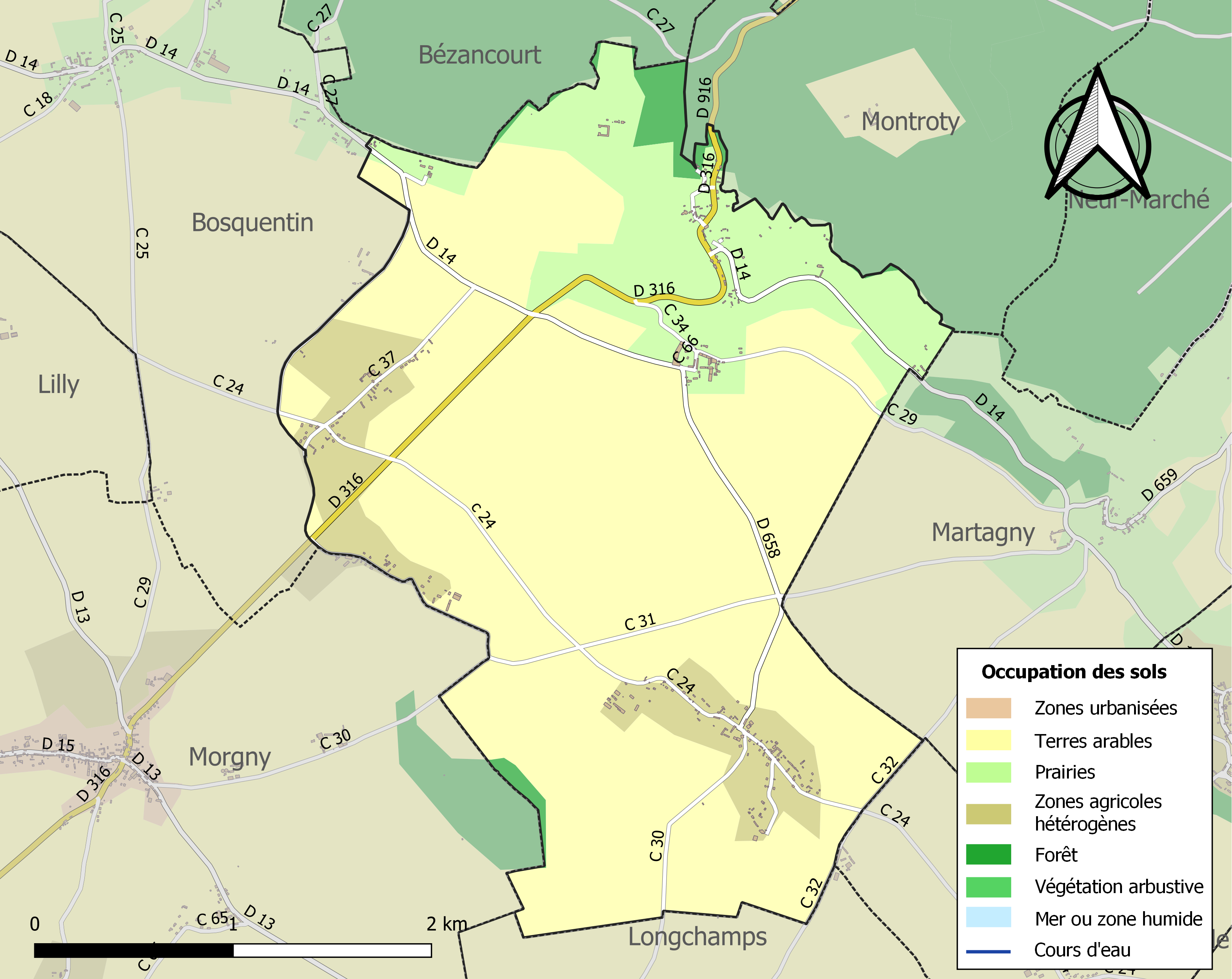
Carte des infrastructures et de l'occupation des sols de la commune en 2018 (CLC).

## Toponymie
Le nom de la localité apparait sous les formes Bacivum inferius entre 691 et 706 dans une charte de Clovis III, Bacivo subteriore dans une charte de Pépin en 750 qui contient ce passage : « Similiter in pago Velcassino Bacivo superiore et inferioje », Besucum Siccum au XIIIe siècle, Besutum in foresta en 1398, Besuco Sicco 1236 - 1244.
Il s'agit d'une formation toponymique du type Bacivum (comprendre BACIVU) que l'on rencontre dans la partie nord du domaine gallo-roman et qui a donné les Bézu ou Baisieux (cf. Baizieux, Somme, Bacivum VIe siècle) du nord de la France. Bézu-la forêt est situé à 15 km de Bézu-Saint-Éloi à la source de la Levrière, tandis que le second se trouve à son confluent avec la Bonde, c'est pourquoi certains toponymistes émettent l'hypothèse d'une formation gallo-germanique basée sur l'appellatif Baci- (germanique *bakiz > gallo-roman *BACIS) « ruisseau » par ailleurs fréquent en tant que second éléments des composés comme Rebais, etc. Il est suivi d'un pseudo-suffixe -ivu(m) par analogie avec le latin rivu(m) qui a donné ru. L'évolution de Bacivum en Bézu est de type francien (rivum > ru) quand celle en Baisieux est de type picard (rivum > rieu).
Le déterminant complémentaire -la-forêt évoque la forêt de Lyons.

## Histoire
Le roi de France Charles le Chauve (823-877) venait dans son domaine de Basiu c'est-à-dire Bézu-la-Forêt.
En 847, il y reçoit les envoyés qui lui annoncèrent la mort du breton Maugilius. La même année, au lieu d'user de son pouvoir royal, il aurait écrit dans son château royal de Bézu, une longue requête contre Wenilon, archevêque de Sens, qui l'avait excommunié et déposé malgré ses serments de fidélité. Le prêtre parjure et rebelle s'était lié à Louis le Germanique contre le roi de France. C'est de Basiu que le roi expédia en 856 les capitulaires adressés aux Francs et aux Aquitains par l'intermédiaire d'Hadabran et de Betton.
Un diplôme pour la cathédrale et l'abbaye de Saint-Lucien de Beauvais est daté de la trentième année de son règne : apud salas, id est palatium Basiu. Un autre diplôme destiné à l'abbaye Saint-Ouen de Rouen est donné par Charles la trente-sixième année de son règne et est aussi daté de Basiu : Actum Basiu palatio.
Dans ses chroniques, saint Bertin mentionne l'accident de chasse qui coûta la vie à Carloman le 12 décembre 884 dans la forêt de Bézu en Andelys.
Au début du XIVe siècle, s'implanta à Bézu-la-Forêt la première verrerie à vitre et les feuilles planes (« plats de verre »). La plus ancienne fabrique de "gros verre" était la verrerie royale sous Philippe le Bel.
Elle dépendait du manoir royal de la Fontaine-du-Houx et était dirigée par maître Gobert ou Gaubert, maître verrier en 1302. Afin de parfaire la technique, la charte de Philippe VI de Valois, en 1331, porte « concession, en faveur de Philippe de Cacqueray, du privilège d'établir près de Bézu, sans dérogation à sa noblesse de race » une verrerie, tout comme celle des Routhieux exploitée avec autorisation royale par Le Vaillant.
Il ne reste de la verrerie de la Fontaine-du-Houx, qui serait la plus ancienne de la région, qu’une tour carrée de briques roses de la fin du XVIe siècle. L’édifice était sans doute entouré de fortifications dont il subsiste une des deux tourelles munies de meurtrières qui auraient encadré la porte. Il semblerait que ce soit un incendie qui ait provoqué le déplacement de cette verrerie.

## Politique et administration

### Rattachements administratifs et électoraux
La commune se trouve dans l'arrondissement des Andelys du département de l'Eure. Pour l'élection des députés, elle fait partie depuis 1988 de la cinquième circonscription de l'Eure.
Elle faisait partie depuis 1801 du canton de Lyons-la-Forêt. Dans le cadre du redécoupage cantonal de 2014 en France, la commune intègre le canton de Gisors.

### Intercommunalité
La commune était membre de la petite communauté de communes du canton de Lyons-la-Forêt, créée en 1996, et qui regroupait environ 4 500 habitants.
La loi portant nouvelle organisation territoriale de la République (Loi NOTRe) du 7 août 2015, prévoyant que les établissements publics de coopération intercommunale (EPCI) à fiscalité propre doivent avoir un minimum de 15 000 habitants, cette intercommunalité fusionne avec la communauté de communes de l'Andelle pour former, le 1er janvier 2017, la communauté de communes Lyons Andelle qui intègre donc en 2017 la commune.
Cette situation ne satisfaisant pas la commune, celle-ci obtient son intégration, le 1er janvier 2018, la communauté de communes du Vexin Normand dont elle est désormais membre.

### Liste des maires
| Période                                  | Période                      | Identité            | Étiquette | Qualité |
| ---------------------------------------- | ---------------------------- | ------------------- | --------- | --- |
| Les données manquantes sont à compléter. |                              |                     |           | |
| juin 1995                                | 2020                         | Serge Brière        | SE        | Agriculteur |
| 2020                                     | En cours (au 9 juillet 2021) | Chantal Arvin-Berod |           | Contrôleure retraitée du stationnement à Paris Vice-présidente de la Communauté de communes du Vexin Normand (2021 → ) |

## Démographie
L'évolution du nombre d'habitants est connue à travers les recensements de la population effectués dans la commune depuis 1793. Pour les communes de moins de 10 000 habitants, une enquête de recensement portant sur toute la population est réalisée tous les cinq ans, les populations de référence des années intermédiaires étant quant à elles estimées par interpolation ou extrapolation. Pour la commune, le premier recensement exhaustif entrant dans le cadre du nouveau dispositif a été réalisé en 2006.

En 2022, la commune comptait 289 habitants, en évolution de −5,86 % par rapport à 2016 (Eure : −0,25 %, France hors Mayotte : +2,11 %).
| 1793 | 1800 | 1806 | 1821 | 1831 | 1836 | 1841 | 1846 | 1851 |
| ---- | ---- | ---- | ---- | ---- | ---- | ---- | ---- | ---- |
| 860  | 720  | 704  | 694  | 640  | 537  | 469  | 480  | 476  |

| 1856 | 1861 | 1866 | 1872 | 1876 | 1881 | 1886 | 1891 | 1896 |
| ---- | ---- | ---- | ---- | ---- | ---- | ---- | ---- | ---- |
| 466  | 450  | 424  | 403  | 390  | 384  | 374  | 371  | 341  |

| 1901 | 1906 | 1911 | 1921 | 1926 | 1931 | 1936 | 1946 | 1954 |
| ---- | ---- | ---- | ---- | ---- | ---- | ---- | ---- | ---- |
| 307  | 363  | 339  | 324  | 325  | 274  | 293  | 272  | 315  |

| 1962 | 1968 | 1975 | 1982 | 1990 | 1999 | 2006 | 2011 | 2016 |
| ---- | ---- | ---- | ---- | ---- | ---- | ---- | ---- | ---- |
| 258  | 234  | 182  | 167  | 144  | 188  | 203  | 259  | 307  |

| 2021 | 2022 | - | - | - | - | - | - | - |
| ---- | ---- | - | - | - | - | - | - | - |
| 302  | 289  | - | - | - | - | - | - | - |

## Culture locale et patrimoine

### Lieux et monuments

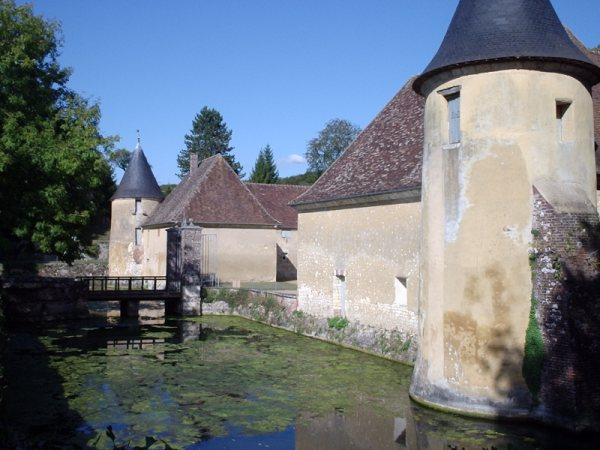
Le château en 2009.

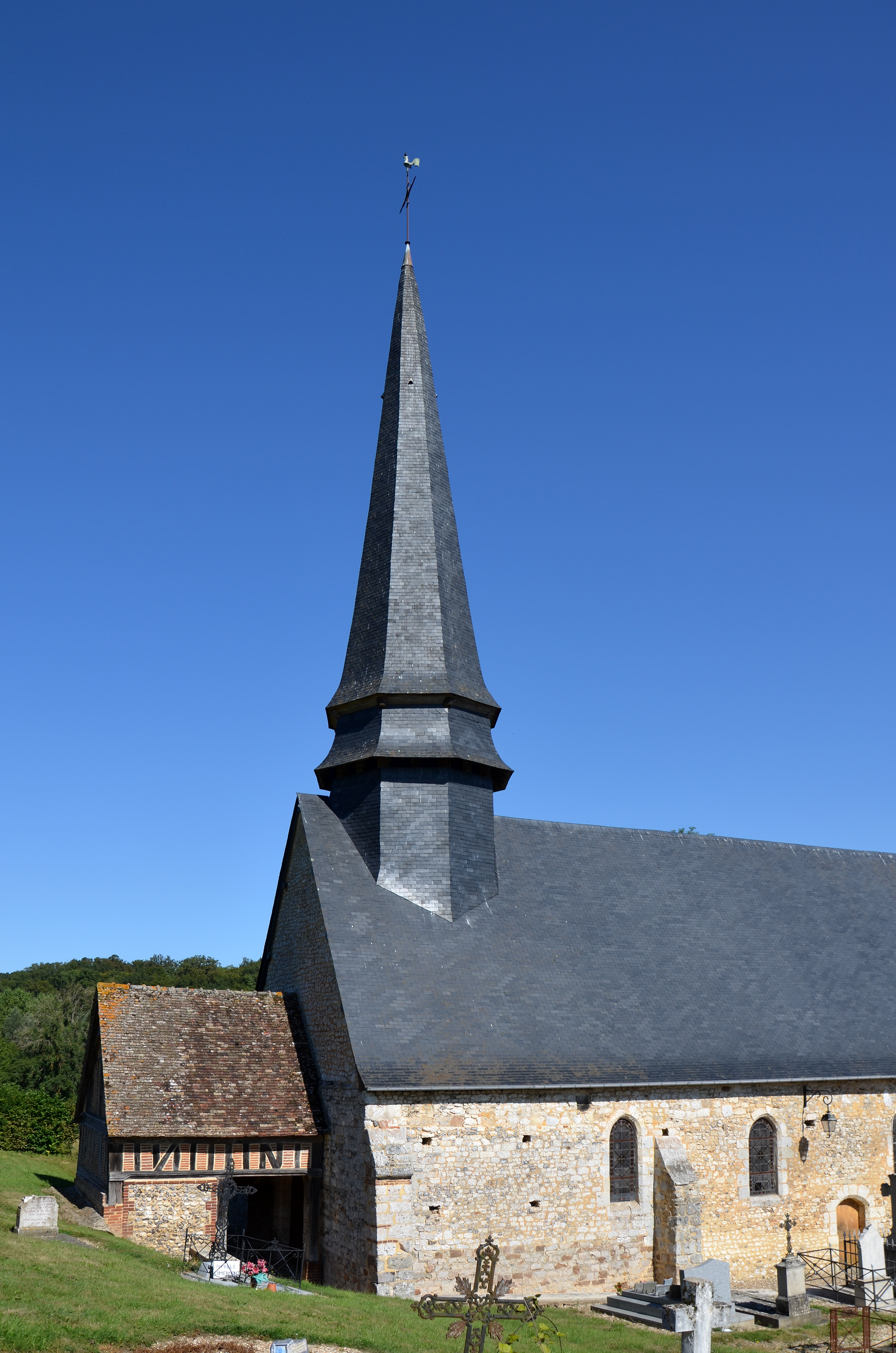
L'église Saint-Martin.

Sont classés au titre des Monuments historiques :
- Le château de la Fontaine-du-Houx ;
- Église Saint-Martin :
Dans la modeste église dédiée à saint Martin subsiste un vitrail de 1537, fabriqué dans la verrerie de la Fontaine-du-Houx. De petites dimensions, il s'agit d'une « Annonciation ». Au bas du vitrail et en premier plan sont agenouillés, face à face, un gentilhomme, revêtu de son armure, tête nue, l'épée au côté. Son épouse, en longue robe violette aux manches d'hermine, comme lui, a les mains jointes. Derrière eux leurs armoiries respectives: « d'or à trois roses de gueules » pour lui et « de gueules à trois chevrons d'or » pour elle.
Au-dessous, il est écrit en deux lignes de caractères gothiques : « Ci-gisent nobles personnes Jehan de Caqueray escuier et damoiselle Bouju sa feme lesquels trepasserent au mois de mars en caresme 1537 priez Dieu pour eulx ».

Un musée de la Ferme se visite au lieu-dit Rome, au sud de la commune.

### Patrimoine naturel

#### Site inscrit
- Le château  Site inscrit (1942)[27].

### Personnalités liées à la commune
- Philippe de Cacqueray (XIVe siècle), maître verrier (ca 1330).
- Famille de Cacqueray.
- Maïdi Roth, actrice dans Plus belle la vie, a vécu à Bézu-la-Forêt.